# 尼爾森機場 (紐西蘭)
尼爾森機場（英語：Nelson Airport）是一座位於紐西蘭南島尼爾森大區的一座機場。

## 飛行航線

### 國內航線
| 航空公司                          | 目的地                                      |
| --------------------------------- | ------------------------------------------- |
| 紐西蘭支線航空                    | 北帕莫斯頓                                  |
| 紐西蘭支線航空 （尼爾森航空營運） | 奧克蘭、基督城、威靈頓、北帕莫斯頓          |
| 飛到那裡航空                      | 布倫亨、Paraparaumu、威靈頓                 |
| 黃金灣航空                        | Karamea、塔卡卡                             |
| 海灣航空                          | 威靈頓 包機:布倫亨、皮克頓、Karamea、Awaroa |

## 航空公司

### 紐西蘭航空公司
紐西蘭航空每天提供多達10班的航班飛往奧克蘭，13班的航班飛往威靈頓，7班的航班飛往基督城。
尼爾森機場是庫克山航空公司72飛機的維修廠，每當慣例的尼爾森航空公司Q300飛機需要檢查時，由庫克山航空公司的ATR 72飛機來接替服務。當旺季像是學生有假期時，飛鷹航空公司的Beechcraft 1900D 飛機就會加班由別處飛往尼爾森機場。（以上三家航空公司都是紐西蘭航空公司期下的子公司）

### 海灣航空公司
海灣航空公司提供數班從尼爾森出發的賞景及包機航班。熱門航點是布倫亨、皮克頓、Karamea、Awaroa。海灣航空公司提供主要飛行連接Awaroa的Awaroa Lodge航班。最佳的欣賞位於塔斯曼大區的亞伯塔斯曼國家公園（Abel Tasman National Park）、馬爾堡大區的馬爾伯勒海灣（Marlborough Sounds）的地方就是在空中!
- Sounds Air 海灣航空官方網站 （页面存档备份，存于）。

## 外部連結

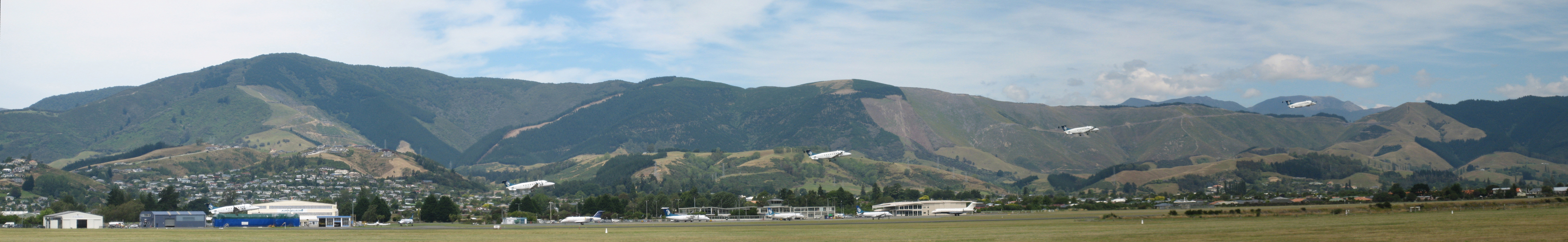
一架飛鷹航空公司的Beechcraft 1900飛機正在尼爾森機場起飛

- 尼爾森機場官方網站 （页面存档备份，存于）